# White People Party Music
White People Party Music è il secondo album in studio del rapper statunitense Nick Cannon, pubblicato nel 2014.

## Tracce
1. Looking for a Dream – 4:20
2. Unbelievable – 3:09
3. America (featuring Pitbull) – 3:59
4. Pajama Pants (featuring Future, Migos & Traphik) – 4:19
5. Dance Floor (featuring Ryan Bowers & Kehlani) – 4:45
6. OJ – 4:30
7. Phuckin' Awesome – 3:24
8. Birthday Interlude – 1:15
9. Fuck Your Birthday (featuring DJ Class & Fatman Scoop) – 4:06
10. Stadium – 3:22
11. Pete's Rap – 1:12
12. Me Sexy – 4:07
13. White Lady – 3:44
14. Feel the Music (featuring Colette Carr) – 2:54
15. So Turned Up – 3:48
16. Fuck Nick Cannon – 3:52
17. Famous (featuring Akon) – 4:11